# Szkoła szpiegowania
Szkoła szpiegowania (ang. Spy School) – komedia akcji z 2008 roku w reżyserii Marka Blutmana, w której występują Forrest Landis i AnnaSophia Robb.

## Fabuła
Thomas (Forrest Landis) jest 12-latkiem który jest znany z opowiadania niestworzonych historii do czasu kiedy podsłuchuje informację o planach porwania córki prezydenta. Kiedy chce to upublicznić, nikt mu nie wierzy, więc usiłuje ją uratować z pomocą swoich przyjaciół.

## Obsada
| Aktor            | Rola              |
| ---------------- | ----------------- |
| Forrest Landis   | Thomas Miller     |
| AnnaSophia Robb  | Jackie Hoffman    |
| Rider Strong     | Mr. Randall       |
| Lea Thompson     | Claire Miller     |
| D.L. Hughley     | Albert            |
| Roger Bart       | Principal Hampton |
| Ezra Buzzington  | Cedric Bailey     |
| Timmy Deters     | Drake Chapman     |
| Andrew Hoeft     | Shane Santini     |
| Shawn Prince     | Barry Safchik     |
| Melanie Abramoff | Christina Adams   |
| Mitch Rouse      | Kip Miller        |
| Suzy Nakamura    | Mrs. Bleckner     |
| Taylor Momsen    | Madison           |